# 159974 Badacsony
A 159974 Badacsony (ideiglenes jelöléssel 2006 BD141) a Naprendszer kisbolygóövében található aszteroida. Sárneczky Krisztián fedezte fel 2006. január 24-én.